# GRADE
GRADE (Grading of Recommendations, Assessment, Development and Evaluations) är ett system som syftar till att på ett strukturerat och transparent sätt bedöma osäkerheter, risker, i det sammanvägda resultatet. En GRADE-bedömning görs därmed per utfallsmått. Till skillnad från äldre system är inte kvaliteten på ingående studier den enda utgångspunkten för en bedömning av om resultatet är tillförlitligt. Bristande samstämmighet mellan ingående studier och problem med överförbarhet är några andra faktorer som påverkar tillförlitligheten. GRADE kan ses som ett teoretiskt ramverk där resultatet granskas ur olika synvinklar (riskområden, eng. domains). GRADE utvecklas kontinuerligt via GRADE Working Group, i vilket bland annat Statens beredning för medicinsk och social utvärdering (SBU) och Cochrane Sverige ingår.
Bakgrunden till att GRADE bildades är att det finns en flora av olika system som används parallellt för att gradera evidens och styrka på rekommendationer. Denna mångfald har lett till en viss förvirring, och att många har upplevt att viktiga steg i tidigare utvärderingsrapporter ibland utelämnats eller varit otydliga.